# Curly Top
 Curly Top és la vint-i-novena pel·lícula de Shirley Temple, llavors amb set anys, dirigida per Irving Cummings i estrenada el 1935; és una adaptació del llibre Daddy Long Legs de Jean Webster.

## Argument
Elizabeth Blair (Shirley Temple) és òrfena i viu amb la seva gran germana Mary (Rochelle Hudson) en un sever orfelinat. Edward Morgan, (John Boles) que és molt ric, ajuda el pensionat donant diverses sumes de diners. En una d'aquestes visites, coneix Elizabeth que està castigada, ja que ha cantat al refectori. Després d'haver-hi parlat, Edward l'anomena Curly Top (Sivella d'Or), malnom que els pares de la petita noia li havien posat. Un dia, Edward torna a l'orfelinat que és menys trist per l'arribada de gronxadors. Marxa amb Elizabeth i la seva germana a una vil·la a la vora del mar dient que és un desconegut Hiram Jones qui les ha adoptat i que paga totes les seves despeses. Mary s'enamora d'un aviador. Està a punt de casar-se amb ell però s'adona que la persona que estima no és altra que Edward Morgan. Aquest li diu que Hiram Jones no existeix i que és ell qui ho ha fet tot.

## Repartiment
- Shirley Temple: Elizabeth Blair (Curly Top)
- John Boles: Edward Morgan (Hiram Jones)
- Rochelle Hudson: Mary Blair
- Jane Darwell: Sra. Denham
- Rafaela Ottiano: Sra. Higgins
- Esther Dale: Tia Genevieve Graham
- Etienne Girardot: M. Wyckoff
- Arthur Treacher: L'amo de l'hotel

## Cançons
- Animal Crakers in My Soup
- When I'm Grow Up